# イズミカワソラ
イズミカワ ソラ（2月14日生）は、日本のシンガーソングライター、作詞家、作曲家、音楽プロデューサー、トリマー、リトミック講師。広島県広島市出身。同志社大学文学部文化学科教育学専攻卒業。フジパシフィックミュージック所属。血液型A型。身長152cm。

## 略歴・人物
同志社大学卒業後、日本火災海上保険勤務を経て1998年にパイオニアLDCからメジャー・デビュー。2000年よりインディーズで活動。他の音楽家・タレント・声優やテレビ番組への楽曲提供も多数。かつては「泉川そら」と表記（読みは同じ）。楽曲提供時などに「雲子」（くもこ）の名義を使用する事がある。
2004年、実妹・marhyと共にボーカルユニット・DAUGHTERを結成し活動。また、YOSK（坂上庸介）をボーカルとする6人組バンドSPIRAL SPIDERSのキーボーディストとして2006年に東芝EMI Virgin Musicよりメジャー・デビュー（2008年に無期限活動休止・現在活動再開）。
2009年1月、犬猫の殺処分ゼロを目指す動物愛護会社・ドッグライツを設立、代表取締役就任。フリーマガジン『Dog-Rights』を発行（2010年3月号で最終号）。2010年6月に同社退職。その後同2010年、dogrhythmを新たに立ち上げ、save the dogsの活動を続けている。
2009年アルバム『11』リリース以降、シンガー・音楽プロデューサーとして音楽活動の道を拓きはじめている。
広島出身だが、京都（大学時代）、大阪（OL時代）に住んでいたこともあり、関西弁に広島弁が混ざった話し方をする。
動物愛護センターから引き出された保護犬を綺麗にしたいという想いからトリマーの資格を取り、トリマーとしてボランティアトリミングもしている。2014年からTOKYO ZEROキャンペーンの呼びかけ人に就任。
2014年8月6日 ドッグトレーナーと結婚、2015年1月18日男児を出産。
出産を機に出逢ったリトミックの講師資格を取り、2016年より、自由が丘リトミッククラスを開講。現在0歳から4歳までを教えている。
リトミック認定講師、日本リフレクソロジー協会認定 ドッグセラピスト、日本ペット美容学校協会認定 トリマー2級。

## 来歴
- 1998年2月14日 - シングル 「等身大の地球儀」（秀英予備校CMソング）で『泉川そら』としてデビュー。
- 1999年6月23日 - シングル 「ロケットで」発売、メジャー活動を終了。
- 2000年 - イズミカワソラに改名し、インディーズでの活動を開始。
- 2002年5月1日 - 「雲子」名義のシングル 「Higher and Higher」（TBS系アニメ『RAVE』オープニングテーマ）を発売。
- 2003年11月19日 - 自身のレーベル『Soradiencce』を立ち上げ、同レーベル第一弾作品としてLISA、磯崎健史らが参加したトリビュート・アルバム『TRIBUTE TO FLIPPER'S GUITAR 〜FRIENDS AGAIN〜 フリッパーズギタートリビュート』を発売。
- 2004年11月25日 - 実妹marhyと共に結成したボーカルユニット『DAUGHTER』として、ミニアルバム『DAUGHTER』を発売。
- 2006年4月26日 - 自身初のベスト・アルバム 『ソラベスト』を発売。
- 2007年12月5日 - 書店ヴィレッジヴァンガード限定発売のジャズアルバム 『上海スウィング』に参加。
- 2008年5月14日 - 吉田仁美とのユニット『ヒトミソラ』としてシングル『KI-ZU-NA〜遥かなる者へ』（アニメ『我が家のお稲荷さま。』オープニングテーマ）を発売。
- 2008年6月18日 - sora & marhy = DAUGHTER feat. the fascinationsとして、アルバム Rock meets Jazz『aMERICAN SWING』を書店ヴィレッジヴァンガードにて限定発売。
- 2010年4月14日 - レーベル「Dog-Rights」によるチャリティーCD企画、アルバム「Smiles」をプロデュース。「save the dog! 」という強い想いを込めて全10曲を書き下ろし。レコーディング・エンジニアに成田真樹（Chara、CHEMISTRY、BONNIE PINKなど多数参加）を迎えてのコンピレーション・アルバム。
- 2010年11月11日 - dog rhythmからのチャリティーCD、アルバム「Happy」をプロデュース。全6曲書き下ろし。河相我聞、はたけ、藤井謙二、鈴木秋則などを迎えてのコンピレーション・アルバム。
- 2016年4月、ピアノ即興生演奏によるワクワクドキドキ楽しいリトミック、自由が丘リトミッククラスを開講。
- 2018年2月14日、デビュー20周年記念、イズミカワソラトリビュート・アルバム『タイムカプセル』がトイズファクトリー（レーベルはsorarhythm）よりリリース。UNISON SQUARE GARDEN、H ZETTRIO、花*花、jizue、直枝政広、サカノウエヨースケ&SPIRAL SPIDERS、鈴木組（鈴木蘭々・フジイケンジ・鈴木秋則・河相我聞・松本祐一らにより結成されたユニット）が参加しカバーする。イズミカワソラ自身もシングル曲「タイムカプセル」や新曲「ソラまで」で参加。[8]
- ベスト・アルバム『ソラベスト2』を2019年7月24日にリリース[9]。

## ディスコグラフィ

### シングル
|     | リリース       | タイトル               | 名義           | 収録曲 | 規格     | 品番       |
| --- | -------------- | ---------------------- | -------------- | --- | -------- | ---------- |
| 1st | 1998年2月14日  | 等身大の地球儀         | 泉川そら       | 1. 等身大の地球儀 2. 神様がくれた日 3. 等身大の地球儀(Original Karaoke) 4. 神様がくれた日(Original Karaoke)                                                 | 8cm CD   | PIDL-1249  |
| 2nd | 1998年4月29日  | ヤッホー！             | 泉川そら       | 1. ヤッホー！ 2. そらへ 3. ヤッホー！（Original Karaoke） 4. そらへ（Original Karaoke）                                                                     | 8cm CD   | PIDL-1252  |
| 3rd | 1998年8月26日  | タイムカプセル         | 泉川そら       | 1. タイムカプセル 2. 「おはよー」がとびでたら 3. タイムカプセル（Backing Track） 4. 「おはよー」がとびでたら（Backing Track）                               | 8cm CD   | PIDL-1263  |
| 4th | 1998年11月26日 | tu-la-la               | 泉川そら       | 1. tu-la-la 2. 星のクリスマス・ツリー 3. tu-la-la（オリジナル・カラオケ） 4. 星のクリスマス・ツリー（オリジナル・カラオケ）                                 | 8cm CD   | PIDL-1269  |
| 5th | 1999年1月27日  | ずっと…もっと…         | 泉川そら       | 1. ずっと…もっと… 2. マンホール 3. ずっと…もっと…（オリジナル・カラオケ） 4. マンホール（オリジナル・カラオケ）                                             | 8cm CD   | PIDL-1275  |
| 6th | 1999年6月23日  | ロケットで             | 泉川そら       | 1. ロケットで 2. はじまるよ 3. ロケットで（ポールバージョン）                                                                                               | 8cm CD   | PIDL-1279  |
| 7th | 2000年3月15日  | 普通電車にのって       | 泉川そら       | 1. 普通電車にのって 2. 唄となり | Maxi     | SZCZ-00001 |
|     | 2002年5月1日   | Higher and Higher      | 雲子           | 1. Higher and Higher 2. 飛行船 3. Higher and Higher(off vocal ver.) 4. 飛行船(off vocal ver.)                                                               | Maxi     | KICM-3029  |
|     | 2005年3月30日  | Scene 1                | イズミカワソラ | CD 1. 絵の具 2. 風船 3. 明日 DVD 1. 絵の具 2. 風船 3. 明日                                                                                                  | CD + DVD | SORA-0004  |
|     | 2008年5月14日  | KI-ZU-NA〜遥かなる者へ | ヒトミソラ     | 1. KI-ZU-NA〜遥かなる者へ 2. 奇跡〜I believe in you〜 3. KI-ZU-NA〜遥かなる者へ（オリジナル・カラオケ） 4. 奇跡〜I believe in you〜（オリジナル・カラオケ） | Maxi     | COCC-16085 |

### アルバム
|              | リリース                               | タイトル                                             | 名義            | 規格   | レーベル           | 品番       |
| ------------ | -------------------------------------- | ---------------------------------------------------- | --------------- | ------ | ------------------ | ---------- |
| 1st          | 1998年6月24日                          | そらへ                                               | 泉川そら        | CD     | パイオニアLDC      | PICL-1170  |
| 2nd          | 1999年2月14日                          | はじまるよ〜一才なり〜                               | 泉川そら        | CD     | パイオニアLDC      | PICL-1179  |
| mini         | 2001年9月26日                          | 浮かれビート 地下1階                                 | イズミカワソラ  | CD     | S2S                | SSDF-3005  |
| mini         | 2002年6月21日                          | はがねマシーン                                       | イズミカワソラ  | CD     | S2S                | SSDF-3009  |
| カヴァー     | 2003年1月29日                          | 東京フラミンゴ                                       | イズミカワソラ  | CD     | S2S                | SSDF-5005  |
| 3rd          | 2003年11月26日                         | サイボーグ99%                                        | イズミカワソラ  | CD+DVD | Soradiencce        | SORA-0002  |
| ベスト       | 2006年4月26日                          | ソラベスト                                           | イズミカワソラ  | CD     | Soradiencce        | SORA-0005  |
| 11周年記念   | 2009年12月9日                          | 11                                                   | イズミカワソラ  | CD     | VIVID SOUND        | VSCD-9697  |
| mini         | 2013年6月6日                           | riff                                                 | イズミカワソラ  | CD     | dog rhythm         | CD-0002    |
| mini         | 2015年6月15日                          | melody                                               | イズミカワソラ  | CD     | dog rhythm         | CD-0003    |
| mini         | 2017年2月4日会場発売 2017年3月通販開始 | はじまりの音（ね）                                   | イズミカワソラ  | CD     | dog rhythm         | CD-0004    |
| トリビュート | 2018年2月14日                          | イズミカワソラトリビュートアルバム「タイムカプセル」 | Various Artists | CD     | sorarhythm         | TFCC-86634 |
| ベスト       | 2019年5月13日先行発売 2019年7月24日    | ソラベスト2                                          | イズミカワソラ  | CD     | トイズファクトリー | TFCC-86677 |
| mini         | 2022年2月16日                          | Continue                                             | イズミカワソラ  | CD     | YK RECORD          | YKF-030    |

#### DAUGHTER
| リリース       | タイトル       | 名義                                           | 規格 | レーベル    | 品番      |
| -------------- | -------------- | ---------------------------------------------- | ---- | ----------- | --------- |
| 2004年11月25日 | DAUGHTER       | DAUGHTER                                       | CD   | Soradiencce | SORA-0003 |
| 2008年6月18日  | aMERICAN SWING | sora & marhy = DAUGHTER feat. the fascinations | CD   | VIVID SOUND | VSCD-9684 |

#### コンピレーション・アルバム
| リリース       | タイトル | 規格 | レーベル   | 品番    | 備考                                             |
| -------------- | -------- | ---- | ---------- | ------- | ------------------------------------------------ |
| 2010年4月14日  | Smiles   | CD   | Dog-Rights | DR-0001 | イズミカワソラプロデュース。チャリティーCD企画。 |
| 2010年11月11日 | Happy    | CD   | dog rhythm | CD-0001 | イズミカワソラプロデュース。チャリティーCD企画。 |

### コンピレーション参加
| 発売日         | タイトル                                                                       | 収録曲                 |
| -------------- | ------------------------------------------------------------------------------ | ---------------------- |
| 2003年11月19日 | a day/BLUE                                                                     | 荒野のガンマン         |
| 2009年2月11日  | KODOMODE ～Kids Songs Collection～                                             | パタパタ・カンガルー   |
| 2019年7月24日  | Thank you, ROCK BANDS! 〜UNISON SQUARE GARDEN 15th Anniversary Tribute Album〜 | ガリレオのショーケース |

### 楽曲参加
- UNISON SQUARE GARDEN「mix juiceのいうとおり」（2016年） キーボード・コーラス - MVにも出演[10]

## タイアップ
| タイトル                 | 名義       | タイアップ                                                              |
| ------------------------ | ---------- | ----------------------------------------------------------------------- |
| 等身大の地球儀           | 泉川そら   | フジテレビ系『ビッグトゥデイ』エンディングテーマ 「秀英予備校」CMソング |
| 神様がくれた日           | 泉川そら   | テレビ東京系アニメ『異次元の世界エルハザード』エンディングテーマ        |
| ヤッホー！               | 泉川そら   | TBS『さんまのSUPERからくりTV』エンディングテーマ                        |
| そらへ                   | 泉川そら   | 扶桑社「CAZ」CMソング                                                   |
| 「おはよー」がとびでたら | 泉川そら   | NHK総合『週刊こどもニュース 』テーマ曲                                  |
| tu-la-la                 | 泉川そら   | フジテレビ系アニメ『花さか天使テンテンくん』エンディングテーマ          |
| Higher and Higher        | 雲子       | TBS系アニメ『RAVE』オープニング主題歌                                   |
| いつのまにか             | DAUGHTER   | 日本テレビ『きょうの出来事』コーナーテーマ                              |
| テストフライト           | DAUGHTER   | 関西テレビ『モモコのOH!ソレ!み〜よ!』エンディングテーマ                 |
| FIND IT                  | DAUGHTER   | 関西テレビ『おチャの「ま」』エンディングテーマ                          |
| KI-ZU-NA〜遥かなる者へ   | ヒトミソラ | 全国U局系『我が家のお稲荷さま。』オープニングテーマ                     |
| 奇跡〜I believe in you〜 | ヒトミソラ | 全国U局系『我が家のお稲荷さま。』挿入歌                                 |

## 楽曲提供
50音順
- THE IDOLM@STER CINDERELLA MASTER 025 高森藍子（金子有希）「お散歩カメラ」（作詞・作曲）
- 飯塚雅弓 「いつもの帰り道」「そよ風とカフェオレ」「デュエットでラララ」「ドライブしようよ」（作曲）「Yeah! Yeah! Yeah!」「離れていても」（作詞・作曲）他多数。ミニ・アルバム「23degrees。」は全曲作曲を担当
- YeLLOW Generation 「Lost Generation」（作曲）他
- 石井聖子「今もいつも」（作曲）
- 市川由衣「Pure」（作詞・作曲）
- AiM「夕日の約束」（作詞・作曲）
- 奥田美和子「歌う理由」「日曜日の朝」（作曲）
- Otoha（乙葉）「初恋〜恋の羽根〜」（作詞）他
- 麻績村まゆ子「幸せなたんさんジュースのシゲキ」（作曲）
- 加藤英美里 「白い雲追いかけて」（作詞・作曲）「右手と左手」（1stシングル「update」）（作詞・作曲）
- KEN-JIN BAND「ロケット」（作曲）
- 國府田マリ子 「心の矢印」「世界中のポスト」「トマト」（作詞・作曲）「Ta・ra・ra」（作曲） 他
- 三瓶「三瓶のエブリデイ」（作曲）
- 篠原ともえ「素敵な日曜日」（作詞・作曲）
- 鈴木蘭々「捨てられ猫」（作曲）
- 瓶詰妖精（歌：Bottle fairy（水樹奈々・名塚佳織・堀江由衣・野中藍））「教えてせんせいさん」（作曲）「観覧車」（くるる（水樹奈々））「白い花」（ちりり（名塚佳織））「ビー玉の月」「さららの男のみち」（さらら（堀江由衣））「夕焼け列車」（ほろろ（野中藍））「Let's go!!」（れれ（広橋涼））「教えてせんせいさん〜なつ」（作詞・作曲）
- デジモンフロンティア｢風のしずく～泉のテーマ～｣（作詞）
- 鳳山雅姫「乾いた胸」（作曲）他
- 林原めぐみ 「ルンバ・ルンバ」（作詞・作曲）「きらめくかけら」（作詞）
- 堀江由衣 「Happy happy * rice shower -type yui-」（作曲）「HAPPY SNOW」（作詞・作曲）他多数
- K.松村（松村邦洋）「それでいいのだ」「友達として」（作詞・作曲、ニッポン放送『松村邦洋のオールナイトニッポン』の企画でプロデュース）
- mirage²「キセキ」（作詞・作曲）テレビ東京系ドラマ「ひみつ×戦士 ファントミラージュ!」EDテーマ曲 27話から
- 三重野瞳 「ヤッホー!」
- 諏訪ななか「ポップコーンの雲」（作詞・作曲）
- よしもとグラビアエージェンシー「小さなハッピーあげましょ」（作詞・作曲）
- 米原幸佑「#春ヒ桜」（作曲）
- ROCO「さよならダーリン」（作詞）

## 出演

### テレビ
- ソングラシリーズ（テレビ東京）ソングラーの一人として出演
- ポンキッキシリーズ（フジテレビ系・フジテレビワンツーネクスト・BSフジ）チビミミ（声の出演）
- 電リク!BeatBox（MXテレビ、現・TOKYO MX）

### ラジオ
- イズミカワソラのドレミファそらジオ（広島ではrcc/music枠）（1998年4月 - 2007年3月、RCCラジオ）
  - 番組終了時には山陽放送・山陰放送・山口放送でも放送。
  - ラジオ大阪・東北放送で放送されていた時期もあった。
- ドレミファそらんど・（FM愛媛：1998年10月から3ヶ月限定番組として放送）
- 泉川そらのヤッホー!Station（FM愛媛：1998年10月から毎週土曜日 27:00-27:30放送）
- MIDNIGHT KISS Part2 月曜日 「泉川そらのHochi-Kiss（ホッチキス）」（Kiss-FM KOBEで1999年1月から毎週月曜日 25:00-26:00放送）

## 外部サイト
- イズミカワソラほーむぺーじ（公式サイト）
- イズミカワソラオフィシャルブログ『「ソラにっき」』Powered by Ameba（2007年2月19日〜、アメーバブログ）
- SPIRAL SPIDERS OFFICIAL WEB
- dog rhythm
- PEOPLE INTERVIEW
- イズミカワソラ (izumikawasora) - Facebook
- イズミカワソラ (@sora_sora_sora) - X（旧Twitter）
- イズミカワソラ (@sora_izumikawa) - Instagram
- イズミカワソラトリビュートアルバム「タイムカプセル」 - イズミカワソラ20周年
- イズミカワソラ - YouTubeチャンネル
- イズミカワソラ (@sora_d._.b) - TikTok